# KCSB
KCSB-FM ist ein College-Radio aus Santa Barbara, Kalifornien. Die Station sendet vom UC Santa Barbara Campus. Die Station hat einen Bildungsauftrag für Hörer und Macher. Als Ausbildungsstation soll sie Interessierten das Medium Radio näher bringen. Das Sendegebiet erstreckt sich vom Süden des Los Angeles County bis nach San Luis Obispo.

## Geschichte
KCSB startete als Initiative eines einzelnen Studenten mit einem 5 Watt Sender für seine Kollegen im Studentenwohnheim. Bei KCSB sammelten eine Reihe von Persönlichkeiten aus Politik und Gesellschaft Radioerfahrung. 
Der Autor Mitch Cohen betreute ab 1972 gemeinsam mit K.C. Swartzel bei KCSB eine Lyrik-Sendung.
Einer der wichtigsten konservativen Talkhosts der USA, Sean Hannity, begann seine Karriere 1989 bei KCSB-FM. Er moderierte eine Talkradiosendung. Damals arbeitete er noch als Bauarbeiter und die Sendung wurde nach weniger als einem Jahr eingestellt, weil die Betreiber des Senders sich an abfälligen Bemerkungen Hannitys gegenüber homosexuellen Anrufern störten. Zwar nahm KCSB-FM Hannitys Entlassung zurück, der wollte dann aber nicht mehr zu dem Sender zurückzukehren, sondern ging zu WVNN Athens, im US-Bundesstaat Alabama.